# Tibet (stripauteur)

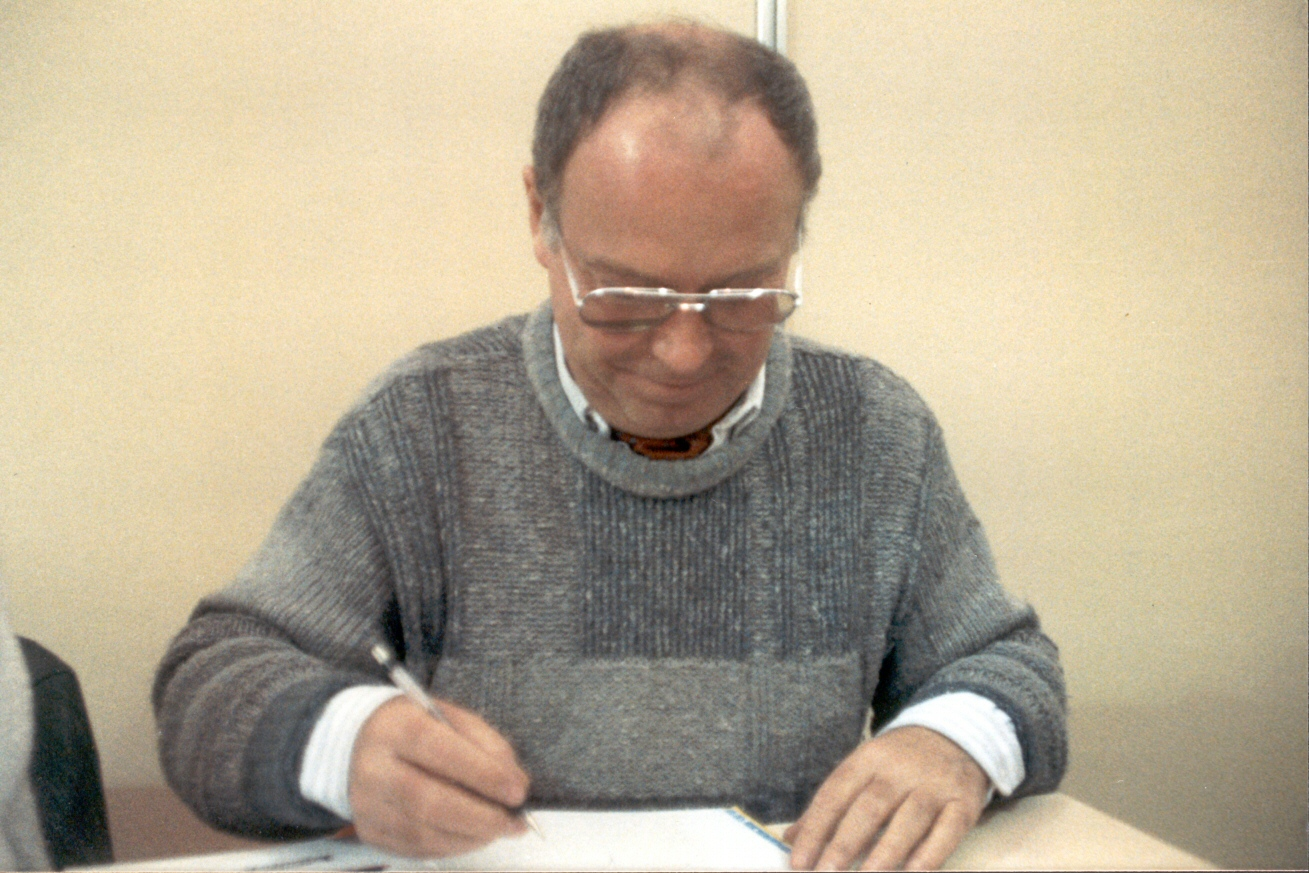
Tibet (Gilbert Gascard)

Gilbert Gascard (Marseille, 29 oktober 1931 - Roquebrune-sur-Argens, 3 januari 2010), beter bekend als Tibet, was een Frans striptekenaar. Hij is vooral bekend geworden door de detectiveverhalen rondom de journalist Rik Ringers (in het Franse origineel Ric Hochet) en de humoristische westernstrip Chick Bill waarvoor hij ook de scenario's schreef.

## Biografie
Gascard woonde sinds zijn vierde levensjaar in België. Hij begon zijn tekenloopbaan bij de Disneystudio's in Brussel, waar hij André-Paul Duchâteau leerde kennen en met wie hij later meermaals samenwerkte. Vanaf 1949 publiceerde hij tekeningen in kleinere tijdschriften en in 1951 begon hij voor het weekblad Kuifje als illustrator. Zijn eerste korte verhalen werden daar vanaf 1952 ingezet. De humorvolle westernserie Chick Bill werd vanaf 1953 in 70 banden uitgegeven. Van Ric Hochet verschenen in het begin maar weinig korte verhalen, maar vanaf 1961 werden de teksten geschreven door André-Paul Duchâteau en verscheen tot nu toe een serie van 78 albums. Het 78ste deel is geen afgewerkt album: het bevat de platen die al af waren bij het overlijden van Tibet, wat schetsen en een tekstuele beschrijving van het einde van het verhaal.